# Picty
picty (anciennement phraymd – prononcer « framed ») est un logiciel libre de gestion de photos pour l'environnement graphique GNOME développé par Damien Moore.
Il est conçu en Python, son interface repose sur GTK+, et il s'appuie sur la bibliothèque exiv2 (via pyexiv2) pour la manipulation des métadonnées.

## Caractéristiques principales
Le projet vise essentiellement à proposer les fonctions nécessaires à la gestion d'une collection de photos en laissant volontairement de côté les fonctions d'édition qui sont déléguées aux logiciels spécialisés (comme GIMP ou Phatch).
L'auteur s'est spécialement concentré sur les aspects suivants du logiciel :
1. traiter les tâches sous forme de processus séparés afin de toujours conserver l'interface réactive,
2. synchroniser en permanence le programme avec le contenu du repertoire contenant votre collection de photos,
3. permettre à différents utilisateurs de partager une même collection de photos.

## Fonctionnalités
D'ores et déjà picty :
- permet de récupérer vos photos depuis un appareil à la norme USB Mass Storage (UMS) mais aussi Picture Transfer Protocol (PTP),
- permet d'associer des mots-clé ou tags aux photos (au format IPTC, ou XMP avec pyexiv2 version 0.2.0 ou supérieure),
- permet la géolocalisation (grâce à la bibliothèque osm-gps-map qui permet d'utiliser les cartes OpenStreetMap),
- permet de publier vos photos via différents services (pour l'instant Picasa Albums Web et Flickr, puis à terme Facebook),
- offre une fonction de recherche très puissante, véritable ligne de commande,
- est capable de gérer une grande collection de photos.

À noter que le logiciel se conforme au standard Thumbnail Managing Standard : les miniatures utilisées sont générées le cas échéant par le logiciel dans le répertoire partagé (avec Nautilus, F-Spot, gThumb et GIMP notamment) ~/.thumbnails.